# Gasteinski slap
Gasteinski slap (nemško Gasteiner Wasserfall) je eden najbolj znanih slapov v Avstriji in simbol Bad Gasteina.
Slap je v središču Bad Gasteina in je bil predmet številnih znanih slikarjev in pesnikov. Višina padca potoka Gasteiner Ache v treh stopnjah je približno 340 m. Zrak, ki ga pršec negativno ionizira, je pomembno zdravilo za kraj.
Gasteiner Ache izvira iz Anlaufbacha in Naßfelder Ache na osrednjem območju narodnega parka Visoke Ture in se izliva v Salzach zunaj Gasteinske doline. Kamniti most čez slap je bil zgrajen leta 1840 in razširjen leta 1927. Pretok vode se je od izgradnje majhne elektrarne v okrožju Böckstein od leta 1980 zmanjšal.